# استان قدس
استان قدس (به عربی: مُحافَظة القُدس) یکی از استان‌های فلسطین است که در مرکز کرانهٔ باختری قرار دارد. مرکز این استان، بیت‌المقدس است که تحت اشغال اسرائیل قرار دارد.
جمعیت آن در سال ۲۰۲۰ میلادی حدود ۵۹۵هزار نفر بوده که از این تعداد ۳۶۱ هزار نفر عرب مسلمان (۶۹ درصد) و ۲۳۴ هزار نفر یهودی (۳۱ درصد)
بوده‌اند.

## شهرها
- بیت‌المقدس شرقی
- ابو دیس
- الرام
- بیت عبره

## پی‌نوشت و منبع
1. ↑  "Main Indicators by Type of Locality - Population, Housing and Establishments Census 2017" (PDF). Palestinian Central Bureau of Statistics (PCBS). Archived from the original (PDF) on 2021-01-28. Retrieved 2021-01-19.

- مشارکت‌کنندگان ویکی‌پدیا. «Jerusalem Governorate». در دانشنامهٔ ویکی‌پدیای انگلیسی، بازبینی‌شده در ۱ شهریور ۱۳۹۳.